# Óblast autónomo de Gorno-Altái
El óblast autónomo de Gorno-Altái (en ruso: Горно-Алтайская автономная область) fue creado como óblast autónomo de Oirot (ruso: Ойротская Автономная область) en 1922 y rebautizado en 1948. Se convirtió en una república autónoma en 1991, poco antes la disolución de la Unión Soviética; se corresponde a la actual república de Altái.
El planeta menor 2232 Altái, descubierto en 1969 por el astrónomo soviético Bela Burnasheva, lleva el nombre de Altái.